# Niederhüttenalm
Die Niederhüttenalm ist eine Alm in der Gemeinde Wörschach im österreichischen Bundesland Steiermark. Die Alm liegt in einer Senke am Nordfuß des Raidlings etwa 5 km nordwestlich des Ortes Weißenbach bei Liezen, im Südteil des Toten Gebirges. Die Alm liegt in einer Seehöhe von 1680 m ü. A. und wird vom periodischen Schafschwemmbach durchflossen, der nach der Schneeschmelze oder bei Starkregen vom Schafschwemmboden bei der Liezener Hütte herabfließt. Auf der Alm befinden sich rund 15 Almhütten und die Hochmölbinghütte. In den Sommermonaten wird Galtvieh aufgetrieben. Nördlich der Hüttestatt befindet sich mit dem nahen Kirchfeld (Kühfeld, Guetenfeld) die beste Weide der südlichen Warscheneckgruppe.

## Geschichte
Die Niederhüttenalm wird erstmals in einem Urbar von 1382 erwähnt, in dem Weideansprüche zwischen dem Stift Admont und Wolfel auf Salchenberg geregelt werden. In einem Bergmietsverzeichnis der Herrschaft Wolkenstein aus dem 16. Jahrhundert werden 9 Auftriebsberechtigte angeführt. In diesem Verzeichnis finden sich auch Angaben über die Mitterhütten- und Oberhüttenalm. Die Mitterhütten ist vermutlich die Wüstung der Rettlalm bei der heutigen Liezener Hütte. Die Oberhütten die Wüstung der Gamperalm im Goldbachltal.

## Wanderwege
Markierte Anstiege zur Niederhüttenalm führen von allen Himmelsrichtungen
- von Norden der Weg 281 vom Hochmölbing
- von Osten der Weg 283 von Schönmoos über die Liezener Hütte
- von Süden der Weg 281 von Schönmoos über den Grazer Steig
- von Westen 209/218 vom Grimmingboden